# Carol Ann Susi
Carol Ann Susi (Brooklyn, 2 febbraio 1952 – Los Angeles, 11 novembre 2014) è stata un'attrice statunitense, di origini italiane.
Era principalmente nota per essere stata la voce originale della signora Wolowitz, madre di Howard Wolowitz, personaggio che non viene mai visto ma solo sentito parlare, in The Big Bang Theory.

## Biografia
Studiò recitazione agli HB Studio di New York prima di spostarsi a Los Angeles negli anni settanta dove iniziò la sua carriera.
È morta di cancro nel 2014 a 62 anni. Come segno di rispetto da parte dei suoi colleghi, la sua morte è stata ricordata anche nell'episodio dell'ottava stagione di  The Big Bang Theory, La rigenerazione del negozio di fumetti (The Comic Book Store Regeneration), trasmesso il 19 febbraio 2015. Come parte della trama, il suo personaggio, la signora  Wolowitz, muore nel sonno mentre visita la Florida. I personaggi dello spettacolo brindano alla sua memoria durante l'ultima scena dell'episodio. Nel corso di quell'episodio e per tutti gli episodi successivi, una piccola foto dell'attrice è visibile sul lato del frigorifero nell'appartamento di Sheldon e Leonard (in seguito di Leonard e Penny).

## Filmografia parziale

### Attrice

#### Cinema
- Il segreto del mio successo (The Secret of My Success), regia di Herbert Ross (1987)
- La morte ti fa bella (Death Becomes Her), regia di Robert Zemeckis (1992)
- Mia moglie per finta (Just Go with It), regia di Dennis Dugan (2011)

#### Televisione
- Kolchak: The Night Stalker – serie TV, 3 episodi (1974)
- E.R. - Medici in prima linea (ER) – serie TV, 1 episodio (1996)
- Troppi in famiglia (Something So Right) – serie TV, 8 episodi (1996-1997)
- Sabrina, vita da strega (Sabrina, the Teenage Witch) – serie TV, 1 episodio (1998)
- Cin cin (Cheers) – serie TV, episodio 9x13 (1998)
- Becker – serie TV, episodio 1x02 (1998)

### Doppiatrice
- The Big Bang Theory – serie TV, 40 episodi (2007-2017), voce della Sig.ra Wolowitz
- Mafia II – videogioco (2010)
- Young Sheldon – serie TV, episodio 2x22 (2019)

## Doppiatrici italiane
Nelle versioni in italiano dei suoi lavori, Carol Ann Susi è stata doppiata da:
- Isabella Pasanisi ne Il segreto del mio successo
- Stefania Giacarelli in Troppi in famiglia
- Cristina Piras in Grey's Anatomy

Da doppiatrice è stata sostituita da:
- Barbara Bergonzoni in The Big Bang Theory, Young Sheldon
- Graziella Polesinanti in The Big Bang Theory (ep. 1x11)